# 13339 Williamsmith
13339 Williamsmith eller 1998 SF123 är en asteroid i huvudbältet som upptäcktes den 26 september 1998 av LINEAR i Socorro County, New Mexico. Den är uppkallad efter William Smith.
Asteroiden har en diameter på ungefär 8 kilometer och den tillhör asteroidgruppen Eos.